# Acacías
Acacías ist eine Gemeinde (municipio) im Departamento del Meta in Kolumbien.

## Geographie
Acacías liegt in Meta, in der natürlichen Region Piedemonte (Fuß des Berges), 28 km von Villavicencio und 126 km von Bogotá entfernt auf einer Höhe von 498 m ü. NN zwischen den Anden und den Llanos und hat eine Durchschnittstemperatur von 24° C. Acacías besteht im städtischen Teil aus 97 Vierteln (barrios und urbanizaciones) und im ländlichen Teil aus 48 veredas (ländliche Verwaltungsuntereinheiten). Die Gemeinde grenzt im Norden an Guayabetal und Gutiérrez im Departamento Cundinamarca und an Villavicencio, im Süden an Castilla la Nueva und Guamal, im Osten an San Carlos de Guaroa und im Westen an Guamal. Acacías gehört zur inoffiziellen aber de facto existierenden Metropolregion Villavicencio.

## Bevölkerung
Die Gemeinde Acacías hat 75.252 Einwohner, von denen 63.708 im städtischen Teil (cabecera municipal) der Gemeinde leben. In der Metropolregion leben 641.634 Menschen (Stand: 2019).

## Geschichte

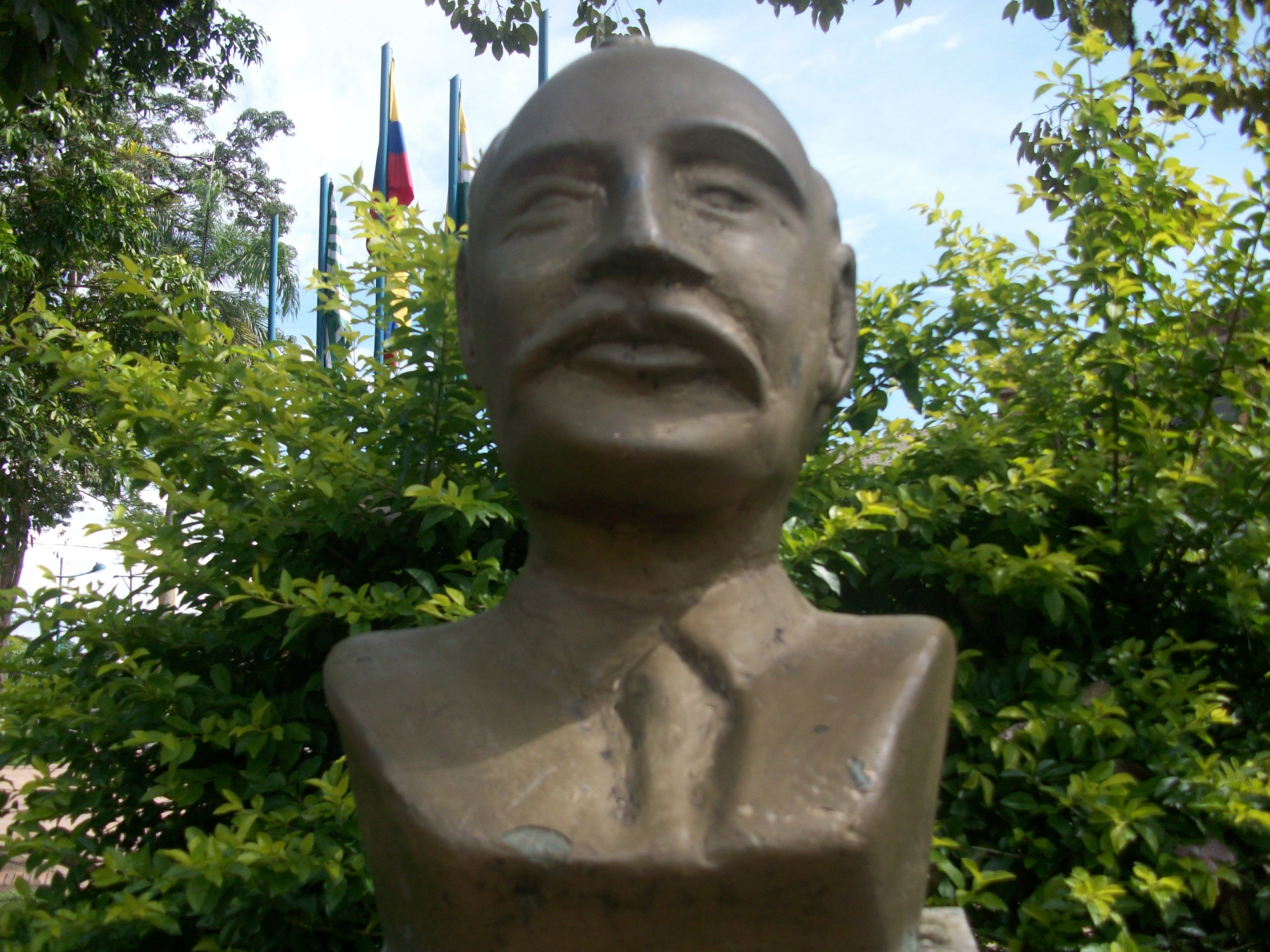
Büste von Pablo Emilio Riveros in Acacías

Acacías wurde 1920 von San Martín aus von Pablo Emilio Riveros mit dem Ziel gegründet, die Reise von San Martín nach Villavicencio und Bogotá weniger beschwerlich zu machen und einen möglichen Rastplatz zu bieten. Ursprünglich sollte der Ort Corregimiento de Boyacá heißen, es setzte sich aber schließlich Acacías durch, benannt nach einem dort wachsenden Baum.

## Wirtschaft
Die wichtigsten Wirtschaftszweige von Acacías sind Landwirtschaft und Rinderproduktion. Bergbau und Erdölförderung sind wachsende Wirtschaftsfaktoren.